# Thanassis Totsikas
Thanassis Totsikas (griechisch Θανάσης Τότσικας, * 1951 in Nikea) ist ein griechischer Installationskünstler.

## Leben und Werk
Thanassis Totsikas studierte von 1967 bis 1970 an der Hochschule der Bildenden Künste Athen und der École nationale supérieure des beaux-arts de Paris.
Internationale Ausstellungen, bei denen Totsikas Teilnehmer war, sind 1992 die documenta IX in Kassel und 1997 die 47. Biennale di Venezia in Venedig.
2003 zeigte Thanassis Totsikas auf der Ausstellung Outlook Athens im Benaki-Museum ein Foto, auf dem ein entkleideter Mann in einer kompromittierenden Pose mit einer Wassermelone zu sehen ist.